# Camous
Camous är en kommun i departementet Hautes-Pyrénées i regionen Occitanien i sydvästra Frankrike. Kommunen ligger i kantonen Arreau som tillhör arrondissementet Bagnères-de-Bigorre. År 2018 hade Camous 25 invånare.

## Befolkningsutveckling
Antalet invånare i kommunen Camous
| Referens: INSEE |